# Nút giao thông An Sương
Nút giao thông An Sương hoặc Ngã tư An Sương là nút giao thông 3 tầng ở Thành phố Hồ Chí Minh. Bao gồm: Vòng xoay, cầu vượt và hầm chui An Sương giao đường Trường Chinh - Quốc lộ 22 với Quốc lộ 1 tại Quận 12 và huyện Hóc Môn, Thành phố Hồ Chí Minh.
Dự án bao gồm hai hầm chui: Hầm N1 có hướng từ trung tâm Thành phố Hồ Chí Minh đi Tây Ninh, phía đường Trường Chinh dài 140 mét, phía Quốc lộ 22 dài 180 mét. Hầm N2 phía Quốc lộ 22 dài 120 mét, phía đường Trường Chinh dài 140 mét. Mỗi hầm sẽ có hai làn xe lưu thông gồm một làn ô tô và một làn xe hỗn hợp.
Hầm khởi công vào ngày 19 tháng 1 năm 2017, được thiết kế với tuổi thọ 100 năm và chịu được động đất cấp 7. Dự kiến công trình sẽ hoàn thành sau 20 tháng thi công cho cả hai giai đoạn. Công Trình do Khu Quản lý giao thông đô thị số 3 làm chủ đầu tư, với tổng mức đầu tư 514 tỷ đồng. 
Hầm chui An Sương chính thức hoàn thành và thông xe vào ngày 15 tháng 7 năm 2020.